# سمكة سوداء الجناح
سمكة سوداء الجناح (باللاتينية: Carnegiella marthae)، (بالإنجليزية: Black-winged hatchetfish) تنتمي لعائلة سمك المياه العذبة الفأسي، تعيش في أمريكا الجنوبية .